# واشینگتن اورتونیو
واشینگتن اورتونیو (اسپانیایی: Washington Ortuño‎; ۱۳ مهٔ ۱۹۲۸ – ۱۵ سپتامبر ۱۹۷۳) بازیکن فوتبال اهل اروگوئه بود.
از باشگاه‌هایی که در آن بازی کرده‌است می‌توان به باشگاه فوتبال پنیارول اشاره کرد. وی به‌همراه تیم ملی فوتبال اروگوئه قهرمان جام جهانی فوتبال ۱۹۵۰ شده است. 